# Galileu (revista)
Galileu, originalmente lançada sob o nome de Globo Ciência (como uma alternativa impressa do programa de TV de mesmo nome), é uma revista mensal criada pela Editora Globo em agosto de 1991 com o propósito de aproximar o conhecimento científico do público geral. Desde sua origem, a publicação busca tornar acessíveis assuntos ligados a ciência, história, tecnologia, religião, saúde, entre outros. Seu conteúdo é didático, bem ilustrado e voltado para leitores interessados em compreender como a ciência influencia o presente e contribui para a construção do futuro.

## Primeira edição e perfil editorial
A primeira edição, ainda sob o nome Globo Ciência, destacou uma reportagem sobre robôs-insetos desenvolvidos para exploração espacial e microcirurgias. Esse conteúdo já evidenciava a vocação da revista para abordar inovações tecnológicas com linguagem clara e atrativa. Ao longo da década de 1990, consolidou-se como referência em divulgação científica, com matérias sobre genética, telecomunicações, informática, energia, mudanças climáticas e saúde, atraindo leitores em busca de informação confiável, especialmente durante o início da popularização da internet.

## Mudança de nome e expansão temática
Em setembro de 1998, a revista passou a se chamar Galileu, marcando uma ampliação de sua linha editorial. A partir dessa mudança, passou a incorporar temas filosóficos e, eventualmente, pautas relacionadas à religião, mantendo o compromisso com a abordagem acessível e informativa.

## Edições de destaque
Ao longo de sua trajetória, diversas edições da revista Galileu se destacaram pelo impacto e relevância dos temas abordados. A capa de setembro de 2015, intitulada “Você é racista?”, gerou ampla repercussão ao propor uma reflexão direta sobre o preconceito racial no Brasil. Já a edição de junho de 2016 abordou a sexualização precoce de meninas, trazendo à tona um debate urgente e sensível, que repercutiu fortemente entre os leitores. A edição de agosto de 2017 que retratava os avanços da medicina no tratamento do HIV apesar do estigma que ainda permanece. 

## Transição para o digital
Em dezembro de 2019, a revista encerrou sua versão impressa passando a circular em formato digital. Essa mudança acompanhou a transformação do mercado editorial e fortaleceu a presença da publicação nas plataformas digitais da Globo, incluindo redes sociais. No entanto, a primeira edição totalmente digital foi lançada em setembro de 2020. Apesar da transição, a revista manteve seu compromisso com a divulgação científica acessível, crítica e atualizada.

## Prêmios
Prêmio Vladimir Herzog
Prêmio Vladimir Herzog de Texto
| Ano  | Autor | Veículo de mídia             | Obra                        | Resultado |
| ---- | --- | ---------------------------- | --------------------------- | --------- |
| 2018 | Nathan Fernandes e Equipe: Gabriel Estrela, Cristine Kist, Giuliana de Toledo, Tomás Arthuzzi, Feu, Fernanda Didini | Revista Galileu São Paulo/SP | “A Síndrome do Preconceito” | Venceu    |

Prêmio Vladimir Herzog de Revista
| Ano  | Obra                            | Veículo de mídia               | Autor         | Resultado |
| ---- | ------------------------------- | ------------------------------ | ------------- | --------- |
| 2016 | “O bandido está morto e agora?” | Revista Galileu – São Paulo/SP | Cristine Kist | Venceu    |

Menção Honrosa do Prêmio Vladimir Herzog por Revista
| Ano  | Obra          | Veículo de mídia | Autor      | Resultado |
| ---- | ------------- | ---------------- | ---------- | --------- |
| 2014 | "Envenenados" | Revista Galileu  | Tiago Mali | Venceu    |